# Eendracht II
Eendracht II – trzymasztowy szkuner (jacht) narodowej organizacji non-profit, która służy promowaniu holenderskich tradycji morskich i szkoleniu młodzieży.